# Amartoma
L'amartoma è una lesione simil-tumorale di natura benigna che riunisce in sé elementi di varia origine embrionale, i quali sono comunque, da un punto di vista istologico, dei tessuti normali.

## Anatomia patologica
Sebbene le cellule di un nodulo amartomatoso derivino tutte da una singola cellula progenitrice, esse possono assumere caratteristiche differenziative distinte. L'angiomiolipoma renale ne è l'esempio più eclatante: è spesso composto da una mescolanza di cellule adipose, muscolari lisce e vascolari. Un altro esempio può essere il linfangioma, che si trova per lo più nel connettivo della cute e delle mucose, e può produrre notevole tumefazione, con grave menomazione estetica.
Non è un tumore maligno e si sviluppa allo stesso tasso dei tessuti circostanti. Si compone di elementi del tessuto trovati normalmente in quella sede, ma che stanno sviluppandosi in una massa disorganizzata. L'amartoma si sviluppa insieme e allo stesso ritmo dell'organo da cui il tessuto origina.
Un amartoma ipotalamico è una lesione benigna (non cancerosa) che si trova nel cervello vicino l'ipotalamo. A causa della prossimità della lesione al nervo ottico, queste escrescenze di solito non sono rimovibili mediante intervento chirurgico. L'amartoma ipotalamico può determinare la comparsa di una particolare forma di epilessia che viene definita epilessia gelastica, in cui "il ridere" rappresenta la principale manifestazione convulsiva (è un automatismo motorio). Queste crisi combinano vocalizzazioni simili a risate con contrazioni del viso, vampate di calore, aumento della respirazione e tachicardia.
Un amartoma ipotalamico può passare ad altre forme di epilessia con tipi diversi di attacco.

## Clinica
Si può formare in molte parti differenti del corpo, è per lo più asintomatico e passa inosservato a meno che non sia individuato da esami effettuati per altri motivi, spesso se situato nella zona ipotalamica si nota perché produce una pubertà precoce, oppure al contrario un arresto della pubertà.

## Prognosi
Gli amartomi possono causare dei problemi dovuti alla loro posizione:
- sul viso o sul collo possono dare problemi estetici;
- possono ostruire organi cavi del corpo, come lo stomaco o il colon;
- possono comprimere vene e nervi e, se di maggiori dimensioni, anche le arterie;
- possono provocare problemi maggiori di salute quando sono localizzati a livello dell'ipotalamo, della milza o dei reni.